# Kholop
Kholop (tiếng Nga: Холоп; dịch nghĩa: Nông nô, tựa tiếng Anh: Son of a Rich hay Serf) là một bộ phim hài của Nga năm 2019 do Klim Shipenko đạo diễn. Cốt truyện kể về con trai của một doanh nhân giàu có, người bị buộc phải quay ngược về thời kỳ nông nô ở Nga để cải tạo hành vi thô lỗ của mình. Phim do Yellow, Black and White sản xuất, phim có sự tham gia của các diễn viên Miloš Biković, Aleksandra Bortich, Aleksandr Samoylenko, Ivan Okhlobystin và Mariya Mironova.
Bộ phim được chiếu ra mắt lần đầu tiên tại rạp Oktyabr Cinema ở Quảng trường Arbat Moskva vào ngày 19 tháng 12 năm 2019 và được phát hành ra rạp trên toàn quốc ở Nga vào ngày 26 tháng 12 năm 2019 bởi Central Partnership. 
Phần tiếp theo của bộ phim, Serf 2, được phát hành bởi Central Partnership vào tháng 1 năm 2024.

## Kịch bản
Grisha (Miloš Biković) là con trai của một doanh nhân giàu có tại Moskva, Pavel (Aleksandr Samoylenko). Y là một thanh niên hư hỏng, dành phần lớn thời gian ở hộp đêm, quan hệ bừa bãi với phụ nữ và làm bất cứ điều gì mình muốn mà không sợ hậu quả. Một ngày nọ, Grisha đụng độ với cảnh sát, và cha y nhận ra rằng Grisha sẽ tiếp tục trở nên liều lĩnh và nguy hiểm hơn nữa với niềm tin rằng cha sẽ cứu mình khỏi mọi sự trừng phạt cho hành vi của mình. Pavel bắt đầu tìm cách thay đổi con trai mình theo hướng tốt hơn. Nhà sản xuất truyền hình Anastasia, bạn gái của Pavel, đã giúp ông liên hệ với Lev Arnoldovich, một nhà tâm lý học lập dị có phương pháp phục hồi chức năng khác thường có vẻ tàn nhẫn và gây sốc, nhưng hầu như luôn mang lại kết quả chắc chắn.
Theo lời khuyên của Lev, Pavel đã sắp đặt một tai nạn dàn dựng cho con trai mình. Grisha sau đó tỉnh dậy trong một chuồng ngựa. Một người đàn ông bên cạnh nói anh ta đang ở một ngôi làng nhỏ nằm trên điền trang của một địa chủ ở Đế quốc Nga vào mùa hè năm 1860, thời kỳ vẫn còn chế độ nông nô. Lúc đầu, Grisha nghĩ rằng đây là một trò lừa bịp, nhưng thực tế xung quanh quá thực, những người xung quanh quá thuyết phục — và anh ta là một nông nô, một người chải ngựa, không thể thực hiện nhiệm vụ của mình vì sợ ngựa. Grisha cố gắng chạy trốn nhưng không thành công và bị lôi đi để treo cổ. May mắn cho anh ta khi Aglaya, con gái của địa chủ Dimitri, xuất hiện và ân xá cho các nông nô trong ngày lễ mừng cá nhân mình. Ban đầu Grisha kịch liệt phủ nhận khả năng mình đang quay về quá khứ, nhưng rồi dần dần chấp nhận cuộc sống mới của mình như một nông nô.
Trên thực tế, toàn bộ ngôi làng của thế kỷ 19 hóa ra lại là một phim trường, một sản phẩm khéo léo của Anastasia và Lev, được thực hiện bằng tiền của Pavel. Mục tiêu của dự án là thay đổi hoàn toàn cách nhìn của Grisha về thế giới xung quanh và về chính anh. Tuy dự án này không tái hiện hoàn hảo nước Nga những năm 1860, nhưng vì Grisha quá thiếu hiểu biết về lịch sử cơ bản của nước Nga để nhận ra nhiều sự bất hợp lý về mặt niên đại xung quanh mình nên dự án không bị bại lộ.
Nhà kịch bản đã lên một kế hoạch cho Grisha bắt đầu mối quan hệ tình cảm với Aglaya, từ đó thay đổi cách hành xử của mình. Tuy nhiên, Grisha ngốc nghếch dường như không hề thông cảm với hoàn cảnh của một phụ nữ trẻ bị ép buộc kết hôn với một chủ đất lớn tuổi, giàu có. Pavel, thấy thái độ của Grisha không có tiến triển, vô cùng tức giận và định hủy bỏ dự án. Tuy nhiên, một bước ngoặt bất ngờ đã xày ra làm thay đổi dự án: trong một lúc vô tình, Grisha đã nhận thấy cô gái Liza trong làng có mặc chiếc quần lót, một sản phẩm hiện đại trogn bối cảnh thế kỳ 19. Anh ta đã cố gắng vén váy cô gái lên để kiểm tra nhận định của mình, tuy nhiên cô gái trước đó đã kịp sửa chữa sai lầm. Nhìn thấy phản ứng của những người xung quanh, Grisha chợt nhận ra mình đã đi quá xa, và lần đầu tiên trong đời anh quay lại gặp người bị anh làm tổn thương để xin tha thứ. Pavel vô cùng ngạc nhiên và đồng ý tiếp tục dự án.
Grisha bắt đầu hình thành mối liên hệ thực sự với Liza. Nhà tâm lý học đề xuất thay đổi kịch bản và biến Liza (người trước đó chỉ làm huấn luyện viên ngựa cho dự án) thành đối tượng của Grisha. Dù thực tế Liza rất khinh thường Grisha, nhưng cô vẫn đồng ý hợp tác giúp cải tạo anh chàng thiếu gia hư hỏng. Từ đó, Grisha dần thay đổi quan điểm về cuộc sống và bản thân, chứng kiến tội lỗi của mình biểu hiện ở "con trai của lãnh chúa, Aleksey", do Anton, bạn trai ngoài đời của Liza thủ vai.
Do một sự cố bất ngời, Anastasia và Lev cấp tốc lên kế hoạch để đưa Grisha trở về thực tại. Họ đã dàn dựng một cuộc xâm lược của Hãn quốc Kim Trướng (vốn không còn tồn tại) vào ngôi làng nhỏ. Grisha không hề chú ý đến tình tiết bất hợp lý này, nhưng khi đến lúc phải hành động quyết định - không để "quân Mông Cổ" bắt cóc Liza đưa đi, anh đã chạy trốn về chuồng ngựa của mình. May mắn sau đó, Grisha lấy lại can đảm, lên ngựa, đánh lại "quân Mông Cổ" cứu  Liza, và cùng cô bỏ trốn khỏi ngôi làng. Lúc này, cảnh sát đến nơi và tin rằng đoàn làm phim đang quay một bộ phim đám cưới lịch sử. 
Ở bìa rừng, Grisha và Liza bất ngờ tìm thấy một trạm xăng hiện đại. Chưa kịp hiểu chuyện gì đang xảy ra, Grisha đã bị xạ thủ bắn tỉa bắn phi tiêu gây mê và ngất đi. Khi tỉnh dậy, Grisha được kể rằng mình đã hôn mê trong 3 tháng và không hề có nông nô hay ngôi làng nào cả. Anh rất buồn vì nghĩ rằng Liza chưa bao giờ có thật và trở nên vô cùng chán nản. Một ngày nọ, anh gặp 2 diễn viên trong dự án. Họ kể ra sự thật và nói rằng Liza thực sự là người có thật. Theo lời chỉ dẫn, Grisha tìm thấy Liza tại trường dạy cưỡi ngựa của cô ấy và họ cùng nhau trở lại mối quan hệ. Còn Pavel và Anastasia kết hôn theo sự khuyến khích của Lev.
Trong cảnh cuối của bộ phim, một thiếu gia hư hỏng của một doanh nhân khác bị kéo vào ngôi làng giả dưới sự theo dõi của Grisha cải trang.

## Dàn diễn viên
- Miloš Biković vai Gregory 'Grisha'
- Aleksandra Bortich vai Elizabeth 'Liza', một bác sĩ thú y và là một nữ diễn viên đồng quê
- Aleksandr Samoylenko vai Pavel, bố của Grisha
- Ivan Okhlobystin trong vai Lev, một nhà tâm lý học, chồng cũ của Anastasia
- Mariya Mironova vai Anastasia, nhà sản xuất truyền hình
- Oleg Komarov vai nam diễn viên đóng vai "lãnh chúa Dmitry Timofeev"
- Olga Dibtseva vai Polina, một nữ diễn viên. Cô đóng vai "Aglaya Timofeeva", một cô gái trẻ và là "con gái của lãnh chúa Dmitry Timofeev"
- Kirill Nagiyev vai Anton, một nam diễn viên, bạn trai cũ của Liza và bạn trai mới của Polina. Anh đóng vai "Aleksey", anh trai của Aglaya và là "con trai của lãnh chúa Dmitry Timofeev" [5]
- Sergey Sotserdotsky vai Artyom, một nam diễn viên. Anh đóng vai "cậu bé chăn ngựa của Proshka"
- Sophia Zayka vai Svetlana, một nữ diễn viên. Cô đóng vai "Lyuba"
- Mikhail Babichev vai nam diễn viên đóng vai "Avdey Mikhalych", một cai công trong làng.

## Sản xuất
Bộ phim là sản phẩm đồng sản xuất bởi các công ty phim Yellow, Black and White và MEM Cinema Production, cũng như kênh Super TV.

### Quay phim

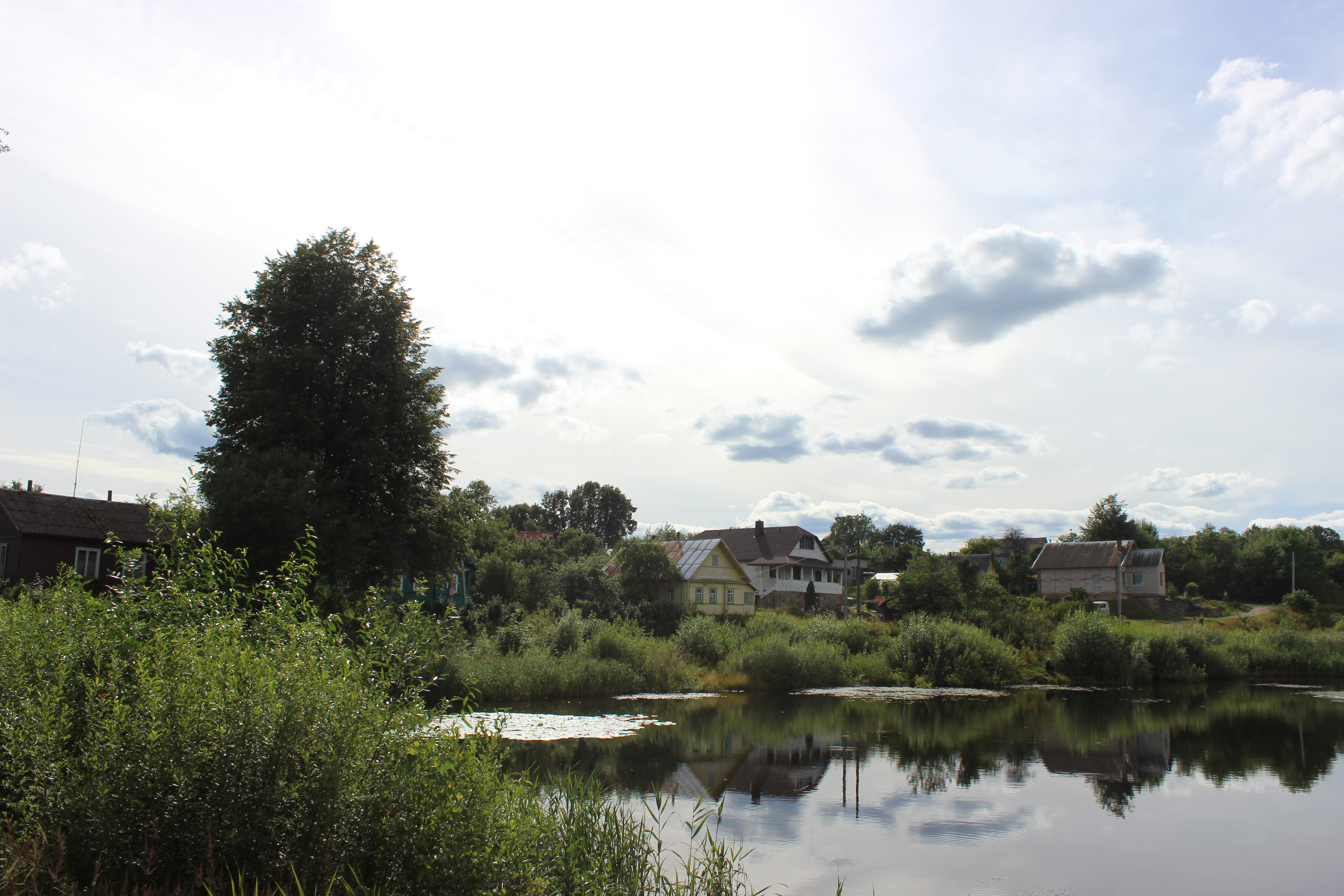
Pushkinskiye Gory có nghĩa là Dãy núi Pushkin.

Quá trình quay phim chính bắt đầu vào tháng 8 năm 2018, tại Moskva và khu định cư kiểu đô thị Pushkinskiye Gory, Quận Pushkinogorsky, Tỉnh Pskov, Nga.

## Phát hành
Kholop được phát hành tại Hoa Kỳ ngày 24 tháng 11 năm 2019, và sau đó một tháng tại Liên bang Nga bởi Central Partnership ngày 26 tháng 12 năm 2019.

### Tiếp thị
Bộ phim được trình chiếu tại Tuần lễ phim Nga lần IV tạiLondon (Anh). Buổi ra mắt diễn ra tại rạp chiếu phim nổi tiếng của Anh Odeon Luxe Leicester Square, tại hội trường chính, có sức chứa 800 khán giả.

## Đón nhận

### Phòng vé
Bộ phim được phát hành trên các rạp chiếu phim tại Nga vào ngày 26 tháng 12 năm 2019. Ngay trong tuần đầu tiên công chiếu, bộ phim đã thu về hơn 300 triệu rúp, với doanh số tổng cộng là 3,151 tỷ rúp Nga, trở thành bộ phim có lợi nhuận cao nhất trong nền điện ảnh Nga . Đây là bộ phim Nga có lợi nhuận cao nhất mọi thời đại, chỉ có Avatar thu về nhiều hơn (3,6 tỷ rúp Nga ) tại phòng vé Nga. 

## Phần tiếp theo và các bản remake
Vào tháng 8 năm 2022, phần tiếp theo của bộ phim: Serf 2, đã được khởi quay. Toàn bộ dàn diễn viên chính và đội ngũ sáng tạo của phần đầu đã tham gia vào quá trình sản xuất phần tiếp theo. Bộ phim được phát hành vào tháng 1 năm 2024.
Các phiên bản remake của bộ phim sẽ được phát hành ở bảy quốc gia. Công ty Central Partnership đã bán bản quyền ở định dạng đầy đủ cho Sony Pictures (công ty sẽ sản xuất các bản làm lại ở Mexico, Ấn Độ, Hàn Quốc, Nhật Bản và Tây Ban Nha), công ty Monolith Films của Ba Lan và SND của Pháp. 
Năm 2023, phiên bản Mông Cổ, Son of a Rich: Mongolia (tên gốc được dịch là The Rich Slave), do Munkhbat Dashzeveg đạo diễn, ra mắt đầu tiên. 
Năm 2024, phiên bản làm lại của Pháp có tên Le Larbin được phát hành.
Năm 2025, phiên bản hợp tác Nga-Thổ Nhĩ Kỳ Simarik, do Onur Ünlü đạo diễn và Kerem Bursin và Melisa Döngel đóng vai chính, được phát hành.